# Elvis Kamsoba
Elvis Kamsoba (ur. 27 czerwca 1996 w Nyanza-Lac) – burundyjski piłkarz grający na pozycji prawego pomocnika. Od 2022 jest zawodnikiem klubu Sepahan Isfahan.

## Kariera klubowa
Swoją karierę piłkarską Kamsoba rozpoczął w Australii w klubie Playford City Patriots. Zadebiutował w nim w 2012 roku w trzeciej lidze australijskiej. W 2014 roku przeszedł do drugoligowego Adelaide Raiders FC. W 2016 roku grał w innym drugoligowym klubie Croydon Kings FC, w 2017 - w Melbourne Knights FC, a w 2018 - w Avondale FC.
W 2018 roku Kamsoba przeszedł do pierwszoligowego Melbourne Victory FC. Swój debiut w nim zaliczył 9 stycznia 2019 w wygranym 2:1 domowym meczu z Newcastle Jets FC. Zawodnikiem klubu z Melbourne był do końca sezonu 2020/2021.
Latem 2021 Kamsoba został piłkarzem Sydney FC, a swój debiut w nim zanotował 20 listopada 2021 w zremisowanym 0:0 wyjazdowym spotkaniu z Western Sydney Wanderers FC. W Sydney FC spędził rok.
W 2022 roku Kamsoba przeszedł do irańskiego Sepahanu Isfahan. Zadebiutował w nim 18 sierpnia 2022 w wygranym 2:1 domowym meczu z FC Nassaji Mazandaran.

## Kariera reprezentacyjna
W reprezentacji Burundi Kamsoba zadebiutował 17 czerwca 2019 roku w przegranym 1:2 towarzyskim meczu z Tunezją, rozegranym w Radisie. W 2019 roku został powołany do kadry do na Puchar Narodów Afryki 2019. Wystąpił w nim w jednym meczu grupowym, z Nigerią (0:1).